# Belagerung von Montauban
Saint-Jean-d’Angély – Montauban – La Rochelle (1621/22) – Royan – Saint-Antonin  – Montpellier – La Rochelle (1627–1628)
Die Belagerung von Montauban fand von August bis November 1621 statt. Durchgeführt wurde sie von den königlich französischen Truppen unter dem Oberkommando von Ludwig XIII. Ihre Gegner waren die protestantischen Bürger von Montauban und die ihnen zur Verfügung stehenden Truppen.

## Montauban, eine protestantische Bastion
Die von Jean Calvin empfohlene Reform der Kirche fand im französischen Midi ein starkes Echo. So übernahmen in der Mitte des 16. Jahrhunderts mehrere südöstliche Zentren die reformierte Glaubensrichtung. 1561 gelangte die protestantische Elite in Montauban an die Macht und herrschte uneingeschränkt über die Stadt. Die meisten katholischen Kirchen wurden geplündert und zerstört. Lediglich die Kirche Saint-Jacques wurde zu einer protestantischen Kirche umgewandelt und überstand so die religiöse Revolution. Die Gräuel des Religionskrieges verstärkten die Gesinnung der Protestanten der Stadt, die so eine protestantische Bastion im Quercy wurde. Die umgebenden Städte und Dörfer konnten sich dem Einfluss von Montauban nicht entziehen und konvertierten ebenfalls zum Protestantismus. Bereits 1562 unternahm die katholische Partei einen erfolglosen Angriff auf die Stadt, die danach immer mehr befestigt wurde, was ihren Ruf der Uneinnehmbarkeit stetig anwachsen ließ. Der Edikt von Nantes erkannte Montauban zunächst als freie protestantische Stadt an, in der die Calvinisten ihrem Glaubensbekenntnis weiterhin nachgehen konnten. Nach dem Tod von Heinrich IV. und der Thronbesteigung von Ludwig XIII. änderte sich die politische Lage jedoch grundlegend, da der neue König die protestantischen Städte als Rebellen bezeichnete.

## Der Beginn

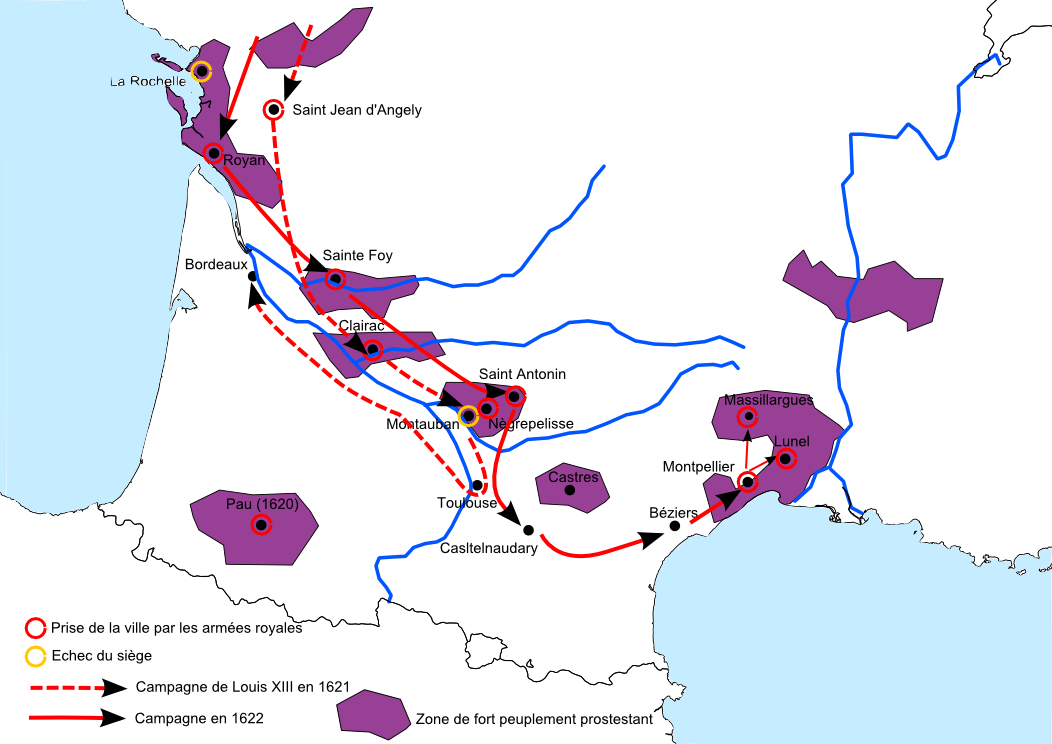
Feldzüge von Ludwig XIII. im Midi (1621–1622)

Im Juni 1621 belagerte und eroberte Ludwig XIII. die Stadt Saint-Jean-d’Angély, ein wichtiger strategischer Punkt, von dem aus das Hinterland der wichtigen hugenottischen Festung La Rochelle kontrolliert werden konnte. Eine Belagerung von La Rochelle kam aber zu diesem Zeitpunkt nicht in Frage, da es dazu einer Kriegsflotte bedurft hätte, die Ludwig zu diesem Zeitpunkt nicht zur Verfügung stand. Stattdessen wendete er sich mit dem Gros seiner Truppen nach Süden, unterwarf Guyenne, belagerte und eroberte Clairac und zog von dort gegen Montauban.

## Streitkräfte
Montauban wurde von Jacques Nompar de Caumont, duc de La Force kommandiert, dem seine beiden Söhne, die Maréchaux de camp Henri und Jean zur Seite standen. Die Verteidigungskräfte bestanden aus 10 Kompanien Söldner, die vorher im Erbfolgekrieg der Markgrafschaft Montferrat in Savoyen und im Achtzigjährigen Krieg in den Niederlanden gekämpft hatten. Sie standen unter dem Befehl von François de Béthune, duc d’Orval, dem jüngeren Sohn von Maximilien de Béthune, duc de Sully. Dazu kamen 30 Bürgerkompanien, die von religiösen Fanatikern wie Daniel Chamier aufgerufen worden waren. Sie betrachteten ihre Stadt als Zitadelle des Calvinismus und verließen sich außerdem auf das Versprechen von Benjamin de Rohan, duc de Soubise, der geschworen hatte, die Stadt zu beschützen. Soubise hatte zwar in den Cevennen und dem unteren Languedoc 5–6.000 Fußsoldaten und 500 berittene Musketiere, sowie eine größere Anzahl von freiwilligen Adeligen zusammengezogen, musste sich jedoch nach der Niederlage bei Clairac zunächst nach La Rochelle zurückziehen.
Die Belagerungsarmee bestand aus den gleichen Truppenteilen, die vorher Saint-Jean-d’Angély eingenommen hatten. Ausgenommen hiervon waren lediglich das „Régiment de Castel-Bayard“, zurückgelassen zur Beobachtung von La Rochelle und das „Régiment de Rambures“, das bei Bergerac lag.
Vor der Stadt standen zur Verfügung:
- Régiment d’Arpajon
- Régiment du Bourg de Lespinasse
- Régiment de Bressieu
- Régiment de Carmain
- Régiment de Champagne
- Régiment de Chappes
- Régiment de Chastellier-Barlot
- Régiment d’Estissac
- Régiment de Fabrègues
- Régiment de Francon
- Régiment des Gardes françaises
- Régiment des Gardes suisses
- Régiment de La Douze
- Régiment de La Roquette
- Régiment de La Suze
- Régiment de Languedoc
- Régiment de Lauzières, auch Régiment de Thémines genannt
- Régiment de Lauzun
- Régiment de Lezun
- Régiment de Mousselins
- Régiment de Navarre
- Régiment de Normandie
- Régiment de Picardie
- Régiment de Piémont
- Régiment de Puyserguier
- Régiment de Rambures
- Régiment de Ryaux
- Régiment de Saint-Étienne
- Régiment de Sainte-Croix
- Régiment de Soyecourt
- Régiment de Toulouse
- Régiment de Villeroy
- Régiment de Vaillac

Die Regimenter ohne Fahne bestanden nur bis etwa 1630, die anderen zum Teil bis in die heutige Zeit, das Régiment de Picardie besteht als Teil der Deutsch-Französischen Brigade immer noch.
Im Stab von Ludwig XIII. befanden sich:
- Henri de Lorraine, duc de Mayenne
- Charles de Lorraine, duc de Guise, Prince de Joinville
- der Connétable von Frankreich, Charles d’Albert, duc de Luynes
- der Maréchal François de Bonne, duc de Lesdiguières
- der Maréchal Charles de Choiseul, marquis de Praslin
- der Maréchal Jean-François de La Guiche
- der Maréchal Honoré d’Albert d’Ailly
- der Maréchal Pons de Lauzières, Marquis de Thémines
- die königliche Artillerietruppe wurde von Henri de Schomberg, Comte de Nanteuil kommandiert.
- die Fortifikationsarbeiten wurden von dem italienischen Ingenieur Joseph Gamorini beaufsichtigt.
- das Ausheben der Annäherungsgräben geschah unter dem Kommando der Capitaines der „Gardes françaises“ Fourilles und Jean de Saint-Bonnet de Toiras.

## Die Belagerung

Der Kern der Hugenottenrevolte im Département Tarn und an der Garonne (1621–1628)

Die Befestigungen von Montauban zur Zeit der Belagerung

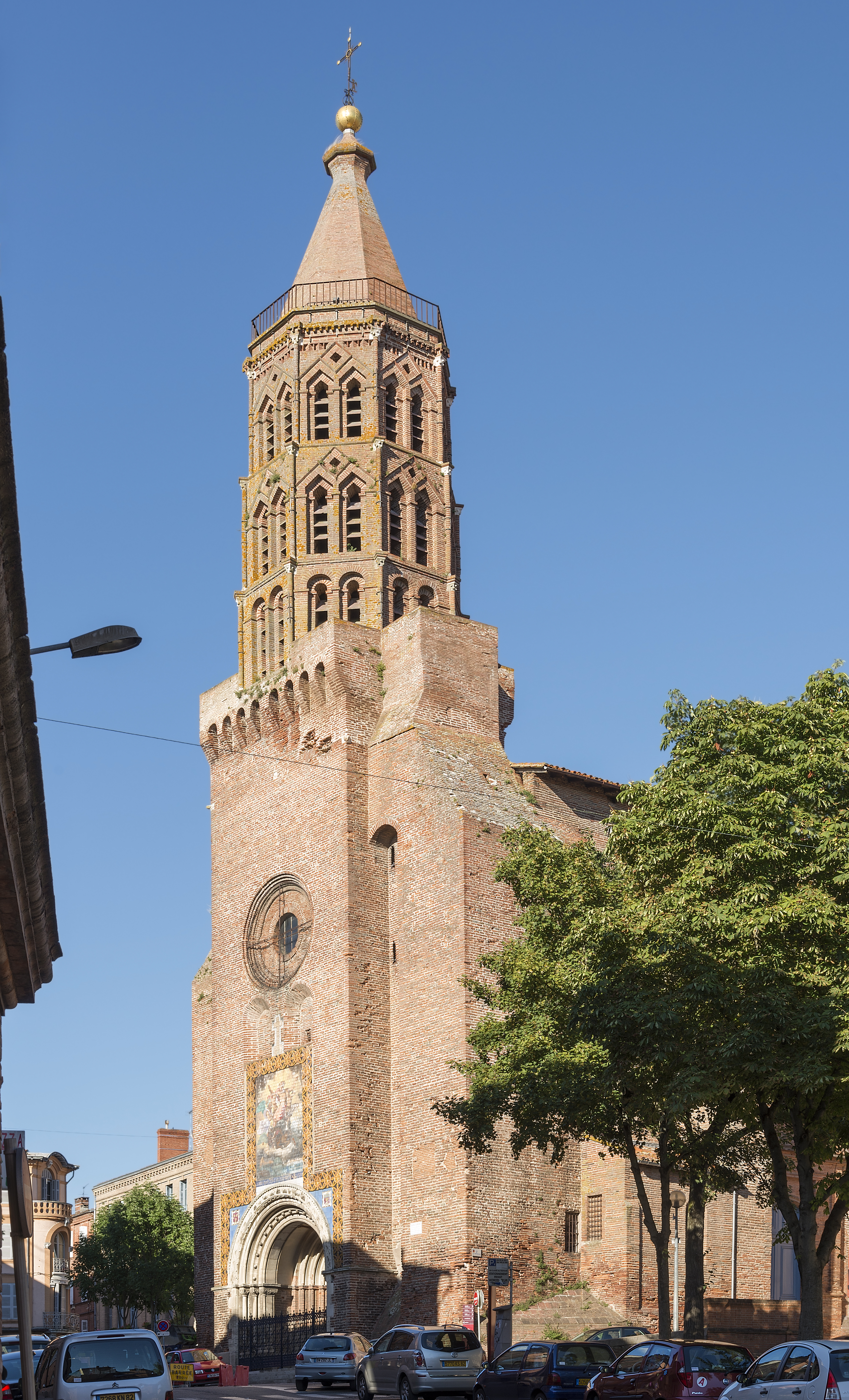
Die Kirche Saint-Jacques, letztes Überbleibsel der mittelalterlichen Kirchengebäude. Im Bauwerk sind noch die Einschläge der Kugeln der Belagerungsgeschütze zu sehen.

Der Maréchal de Lesdiguières riet dem König zur klassischen Belagerung mit dem Einschließungsring um die Werke und Bastionen nach dem Muster der Belagerung von Amiens 1597.
Der Connétable de Luynes beabsichtigte, die Belagerung in den drei regelkonformen Schritten durchzuführen: ein stetiger Beschuss durch die Artillerie, gleichzeitig das Anlegen der Annäherungsgräben gegen die Mauern und letztendlich der eigentliche Angriff durch die Infanterie.
Am 17. August 1621 nahmen der König, der Connétable de France Charles d’Albert Herzog von Luynes und der Stab etwa 10 Kilometer nördlich von Montauban Generalquartier im Château de Piquecos, von wo aus die Belagerung kommandiert wurde. Es waren 25.000 Mann aufmarschiert, die Belagerungsartillerie bestand zunächst aus 38 Kanonen. Dem setzten die Verteidiger 6.000 Mann mit 40 Kanonen und 32 Feldschlangen (Couleuvrines) entgegen. Von dem höhergelegenen Schloss aus konnte der 20-jährige König die Vorkommnisse der Belagerung gut verfolgen. Die umliegenden Dörfer waren eingenommen, die Belagerung konnte beginnen, wobei die Angreifer nicht davon ausgingen, dass es eine leichte Sache werden würde.
Der Herzog de Luynes wusste zu diesem Zeitpunkt nicht, dass die Ernte diesen Sommer gut gewesen und alles Vieh in die Stadt verbracht worden war. Die Protestanten waren also gut ausgestattet.
Am Morgen des 17. August sahen die Posten auf den Wällen die ersten Soldaten aus dem Dorf Loubejac auftauchen. Die protestantischen Montaubaner, kommandiert von François de Béthune, Alexander Du Puy Saint-André-Montbrun und Jacques Nompar de Caumont, aufgestachelt von religiösen Eiferern wie Daniel Chamier und anderen, waren bereit, ihre Stadt bis zum Äußersten zu verteidigen.
Täglich munterten die dreizehn Pastoren der Stadt die Truppen auf und erklärten alles Außergewöhnliche als ein Zeichen Gottes, so einen Regenbogen nach einem vergeblichen Sturm der Belagerer, oder auch zwei Kanonenkugeln, abgefeuert aus gegenüberliegenden Stellungen, die in der Luft zusammenstießen.
Le Bret, ein Stadtschreiber, erwähnte auch die Frauen, die eine aktive Rolle bei der Abwehr der Angriffe gespielt hätten, so ein junges Mädchen, das einem Angreifer zwei Finger abgeschnitten habe, nachdem er auf einer Leiter an der Mauerkrone auftauchte oder Guillaumette de Gasc, die, nachdem sie zwei feindliche Offiziere mit einer Pike getötet hatte, von einer Musketenkugel tödlich verwundet wurde.

### Der Angriff
Unverzüglich wurden drei Angriffskolonnen und eine Kavalleriekolonne aufgestellt:
- Hornwerk Montmurat nordwestlich am rechten Flussufer

Kolonne der Garden unter dem Kommando von Charles d’Albert, unterstützt von Charles de Choiseul-Praslin, Honoré d’Albert d’Ailly und François de Bassompierre (Colonel général der Schweizergarde), mit Schwerpunkt auf das Hornwerk von Montmurat und das von Saint-Antoine. Angeführt wurde die Kolonne vom Régiment des Gardes françaises und dem Régiment des Gardes Suisses, verstärkt durch das Régiment de Piémont, das Régiment de Normandie, das Régiment de Chappes und das Régiment d’Estissac
- Bastion Moustier südöstlich am rechten Flussufer

Die zweite Kolonne wurde von Charles de Guise, Prince de Joinville kommandiert, dem Jean-François de La Guiche Saint-Géran zur Seite stand. Der Angriff zielte auf die Vorstadtbastion „Moustier“ im Südosten der Stadt. Ausgeführt wurden die Angriffe vom Régiment de Picardie, dem Régiment de Champagne, dem Régiment de Navarre, dem Régiment de Villeroy und dem Régiment de Vaillac
- Brückenkopf Ville-Bourbon am linken Flussufer

Die dritte Kolonne wurde von Henri Duc de Mayenne, unterstützt von Pons de Lauzières-Thémines kommandiert und war auf die Befestigungen am Vorort von Ville-Bourbon angesetzt. Die Kolonne bestand aus dem Régiment de Languedoc, dem Régiment de Rambures (aus Bergerac angekommen), dem Régiment de Saint-Étienne und dem Régiment de Lauzières
- Die 3.000 Reiter starke Kavallerie unter dem Befehl von Charles duc d’Angoulême hatte die Aufgabe, die Infanterie im Bedarfsfalle zu unterstützen, sowie die Belagerung abzusichern. Sie lag in der Umgebung von Saint-Antonin-Noble-Val

Noch bevor das Anlegen der Parallelgräben Fortschritte machte, unternahmen die Belagerten am 22. August einen massiven Ausfall, kommandiert von Capitaine Béarnais Mazères comte de Bourgfranc, der sich gegen das Lager des Connétable de Luynes richtete. Der Ausfall konnte vom Regiment Piémont zurückgeschlagen werden, das dabei eine große Zahl Männer und Offiziere verlor.
Es wurden je eine Batterie zu acht und eine zu vier Geschützen installiert, um Breschen in die Wälle zu schießen.
Alle Versuche der Erstürmung erwiesen sich angesichts der festen Mauern und der aufgeputschten Verteidiger ebenso als unnütz wie als Verschwendung menschlichen Lebens.
Das Régiment de Picardie stürmte am 27. August ohne Erfolg gegen die Bastion „Moustier“, dabei 600 Gefallene auf der Contrescarpe zurücklassend.
- 1. September: Die Belagerungsartillerie, inzwischen 45 Geschütze stark, begann mit der systematischen Beschießung der Stadt. Durch einen Funken explodierten zu nahe gelagerte Pulverfässer, dabei wurden etwa 40 Soldaten und ein Offizier getötet.
- 4. September: Ein Angriff gegen die Vorstadt Villebourbon[6] musste mit 400 Gefallenen, darunter der Marquis de Thémines, bezahlt werden. Am gleichen Tag erreichte der César de Bourbon, duc de Vendôme mit einer Anzahl bretonischer Adeliger, und drei Kompanien Kavallerie die Belagerungsarmee.
- 16. September: Henri de Lorraine, duc de Mayenne wurde in einem der Gräben von einer Musketenkugel im Auge getroffen und getötet.
- 22. September: Eine mit 2.800 Pfund Pulver geladene Gegenmine explodierte unter der Batterie der Garde, wobei etwa 30 Mann getötet wurden. Danach begannen die Belagerten sofort einen Ausfall, bei dem die Schanzkörbe und Faschinen in Brand gesteckt wurden, außerdem versuchten sie eine Kanone mitzunehmen. Zum besseren Brennen der Schanzkörbe und Faschinen wurden von Frauen Strohbündel herbeigeschleppt. Die mörderischen Ausfälle der Belagerten erschütterten zusehends die Kampfmoral der königlichen Truppen.

Während dieser Zeit bemühte sich Henri II. de Rohan tausend Männer anzuwerben und in die Stadt einzuschmuggeln, um Jacques Nompar de Caumont bei der Fortsetzung der Verteidigung der Stadt zu unterstützen. Allerdings wurde die Umgebung von der bis Saint-Antonin-Noble-Val gestaffelt stehenden Kavallerie der Herzöge von Angoulème und von Vendôme überwacht. Am Abend des 20. September verließen drei Bataillone Hugenotten aus den Cevennen Castres, um die Verteidiger von Montauban zu verstärken. Sie erreichten den Tarn bei Lagrave und kamen ohne Probleme nach Saint-Antonin-Noble-Val. Am 25. September wurden sie von einem Führer aus Montalban über den Aveyron bis eine Demi-lieue (2 km) vor die Stadt geführt. Trotz der die Festung umgebenden Belagerungstruppen, bestehend aus Infanterie, Kavallerie und diversen Redouten, gelang es 700 Männern, die feindlichen Linien zu durchqueren und als Verstärkung in die Stadt zu gelangen.
Im Oktober sammelte der Herzog von Montmorency in seinem Gouvernement Languedoc 500 Reiter und 6.000 Mann Infanterie, um sie den Belagerungstruppen zuzuführen. Dabei handelte es sich um das Régiment de Rieux, das Régiment de Réaux, das Régiment de Moussoulens, das Régiment de Fabrègues und das Régiment de La Roquette. Das war nötig geworden, da große Verluste bei den Kämpfen eingetreten waren, aber auch Krankheiten (so die Pest und Typhus) große Verheerungen in den königlichen Reihen angerichtet hatten.
- 11. Oktober: Die Belagerten machten einen erfolgreichen Ausfall, bei dem 300 Gefangene gemacht und eine Kanone erbeutet wurde.
- 17. Oktober: Ein Generalangriff der königlichen Truppen wurde zu einem kompletten Fehlschlag mit großen Verlusten. Ein Gegenangriff kostete die Belagerer 400 Gefallene.

Der Granatenhagel ging weiter, allerdings begannen sich die Kommandeure gegen den Connétable zu wenden. Einige legten ihr Kommando nieder, andere erklärten, dass die Sache jetzt beendet werden müsse.
Luynes hatte inzwischen der Mut verlassen, dazu kam, dass der König zunehmend unzufriedener wurde. Er schrieb an den
Prince de Condé:

„Auch wenn unsere Beschlüsse, unsere Sorgfalt, unsere Voraussicht, unsere Wachsamkeit, unser Mut nichts gegen den Himmel ausrichten können; so doch auch nicht gegen die Pest, den Blutstrom in den Gräben und hundert andere ansteckende Krankheiten; eine Armee die von 45.000 Männern auf 5 oder 6.000 reduziert [wird], ohne Marschälle von Frankreich, ohne Obristen, ohne Hauptleute, ohne Oberleutnante oder Leutnante, wenn von 120 Artillerieoffizieren nur 10 übrig sind, keine Profossen (oder Archers) zur Aufrechterhaltung der Disziplin, keine Ingenieure oder Arbeiter, wenn zwei Drittel von dem was bleibt aus Perfidie besteht und das letzte Drittel in extremer Langweile und Müdigkeit verharrt, von Wunden und von Kälte niedergedrückt, die Offiziere häufig krank wegen Mangel an Brot und Lebensmitteln, können wir gegen dieses wahre Elend Wunder vollbringen?“

Bassompierre schrieb:

„...war ich der Meinung, das Unternehmen abzubrechen und dem König die Armee zu schonen, bis eine bessere Zeit gekommen ist.“

Der Legende nach ordnete Ludwig XIII., doch noch auf eine Kapitulation hoffend, an, in einer Oktobernacht 400 Kanonenkugeln gleichzeitig auf Montauban abzufeuern. Dies schien allerdings die Verteidiger nicht beeindruckt zu haben.
Inzwischen wurden die rückwärtigen Linien der königlichen Armee von Henri de Rohan bedroht, der mit seinen Kräften in der Umgegend von Reyniès stand. Nach den fehlgeschlagenen Verhandlungsversuchen im Oktober zwischen dem Herzog von Luynes und Rohan sah sich Ludwig XIII. gezwungen, die Belagerung am 9. November 1621 abzubrechen. Er zog nach Toulouse ab und von da nach Bordeaux. Zuvor hatten sie alles Belagerungsgerät, die umliegenden Dörfer und das Château de Montbeton (Département Tarn-et-Garonne) verbrannt. Die Angaben der Verluste der königlichen Armee schwanken, sicher sind mindestens 8.000 Mann gefallen – die Gesamtverluste dürften 16.000 bis 18.000 Mann betragen haben. Die Verluste der Verteidiger werden auf 600 bis 800 geschätzt.
Auf dem Marsch nach Bordeaux wurde die Armee von François de Bassompierre kommandiert. Am 11. November nahm sie das stark befestigte hugenottische Dorf Monheurt ein, das auf Befehl des Königs niedergebrannt und die Befestigungen geschleift wurden.

## Sonstige Personalien
- Der protestantische Theologe Daniel Chamier wurde am 17. Oktober von einer Kanonenkugel getötet.
- Während er durch das Tal der Garonne in Richtung Bordeaux marschierte, erfuhr der Connétable Charles d’Albert, duc de Luynes, dass das stark befestigte Château de Monheurt (heute Teil von Tonneins) ebenfalls von Protestanten besetzt war. Er belagerte es, nahm es ein und brannte es nieder. Kurz darauf verstarb er am 15. Dezember 1621 in Longueville (Lot-et-Garonne) an Typhus

„...à la grande joie des envieux de sa fortune“

 (zur großen Freude derer, die ihm sein [bisheriges] Glück neideten)
und wenig betrauert von Ludwig XIII., der ihm den Misserfolg von Montauban nicht verzieh.

## Auswirkungen
Der Widerstand der Stadt gegen eine überlegene königliche Armee, basierend auf einer gut vorbereiteten Verteidigung und einer hochmotivierten Bevölkerung, brachte ihr die Bewunderung der Zeitgenossen dieser Epoche ein. Aber nachdem die Belagerer verjagt worden waren, erschien eine neue Heimsuchung in der Stadt: Es waren Pest und Typhus, die von den zurückgelassenen Kadavern im königlichen Lager ausgingen und die viele Bewohner der Stadt dahinrafften.

„Wagen, die die Kriegsbeute in die Stadt schafften, brachten das Gift mit, wodurch viele Einwohner infiziert wurden.“

Trotz seiner Niederlage gab sich der König nicht geschlagen. Im folgenden Jahr kehrte er in die Region zurück, um mit einer anderen Strategie vorzugehen. Zunächst griff er die weniger stark befestigten Städte an. Er nahm Nègrepelisse kampflos ein, was in einem Massaker endete, da er alle männlichen Hugenotten (um die 800) hinrichten ließ, danach im Juni 1622 Saint-Antonin. Dadurch wurde Montauban von seinem Umland abgeschnitten und reagierte mit einer aggressiven Politik. Zwischen 1625 und 1628 wurden die katholischen Orte Moissac, Montech, Orgueil und Labastide Saint Pierre angegriffen. Im Gegenzug verwüsteten die royalistischen Soldaten die Orte Montbeton und Saint-Nauphary. Als Ergebnis der Belagerung von La Rochelle und der Einnahme der Stadt bzw. dem daraufhin folgenden Frieden von Alès sah sich Montauban gezwungen, zu verhandeln. Am 20. August 1629 kapitulierte die Stadt vor Kardinal Richelieu, ohne militärisch besiegt worden zu sein.
Bald darauf begannen die katholischen Behörden mit der Rekatholisierung der Stadt, was in dem Bau der Kathedrale Notre-Dame gipfelte. Als weitere Repressalie erfolgte die teilweise Außerkraftsetzung des Edikts von Nantes durch Richelieu.
Die Wälle und Mauern von Montauban wurden völlig abgetragen und nie wieder errichtet.

## Hinterlassenschaften der Belagerung
- An der Fassade und am Glockenturm der Kirche Saint-Jacques sind die Einschläge der Kanonenkugeln der Belagerungsgeschütze bis heute zu sehen.
- Der Ausdruck „faire les 400 coups“ (400 Schläge machen) stammt aus der Zeit der Belagerung[12]
- Im September findet der Jahrmarkt „400 coups“ als ein weiteres Andenken an diese Zeit statt.
- „Les boulets de Montauban“ (Die Kugeln von Montauban) werden aus Schokolade von den Confiseurs aus Montalban als Erinnerung an 1621 hergestellt.
- Das Schauspiel „La légende des 400 coups“ wird jährlich im August aufgeführt.